# مین و بیل
مین و بیل (به انگلیسی: Min and Bill) فیلمی ۶۶ دقیقه‌ای به کارگردانی جرج دابلیو. هیل با بازی ماری درسلر است.